# Gurunhuel
Gurunhuel (/gy.ʁy.nɥɛl/) est une commune du département des Côtes-d'Armor, dans la région Bretagne, en France.

## Géographie

### Situation

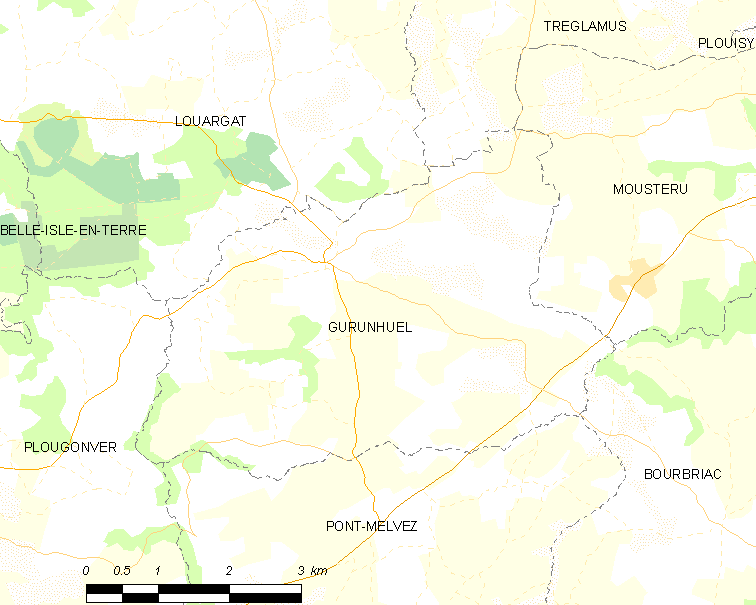
Carte de Gurunhuel et des communes avoisinantes.

| Louargat   | Tréglamus   | Moustéru  |
| Plougonver | Gurunhuel   |           |
|            | Pont-Melvez | Bourbriac |

### Relief et hydrographie

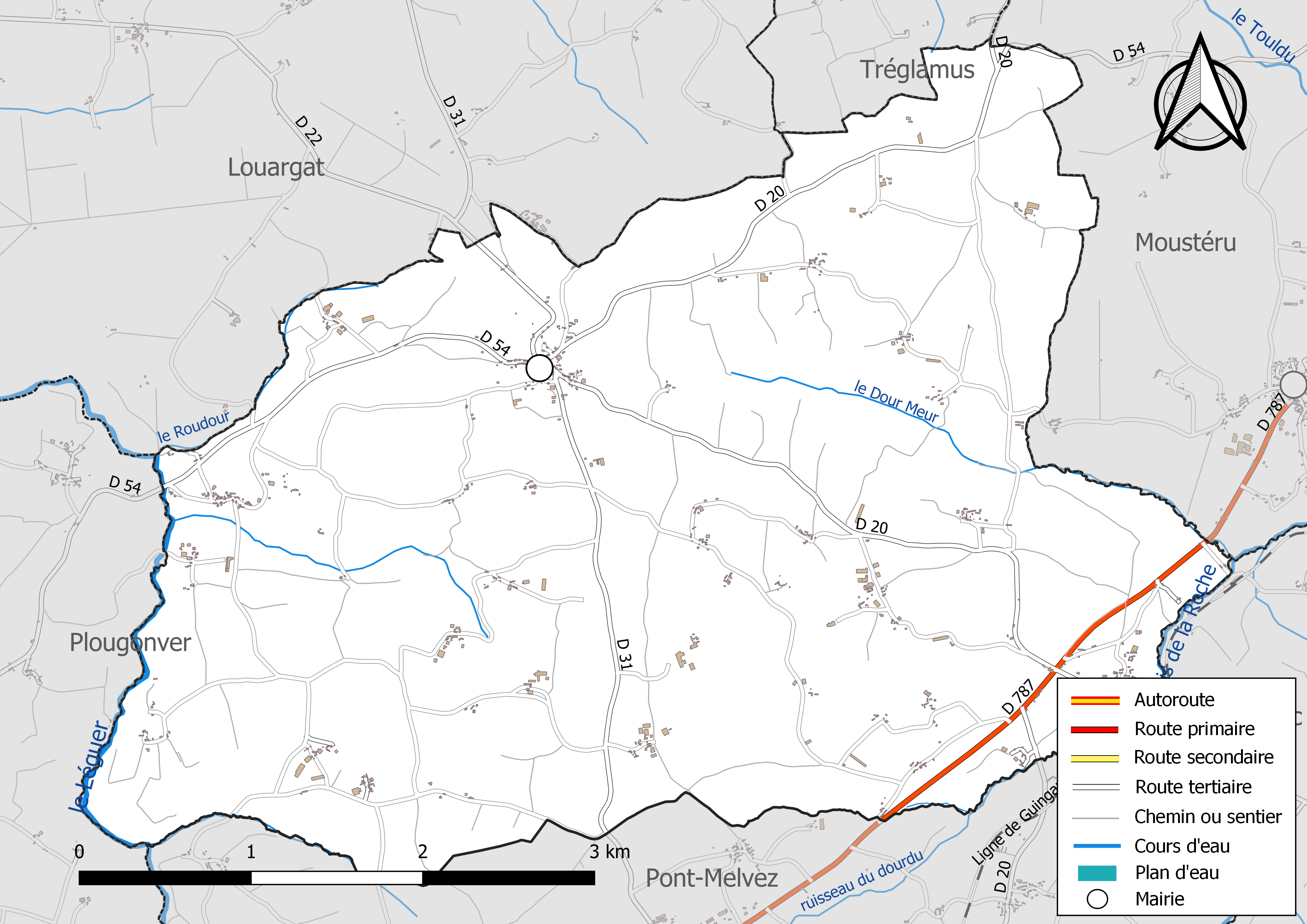
Carte des routes et du réseau hydrographique de Gurunhuel.

Les points culminants sont le Signal de Pors-an-Dréo (304 mètres d'altitude, situé dans l'angle nord-est de la commune, au nord du hameau de Lan Buen), la Croix du Faut (292 mètres) et le bourg (291 mètres).
Le Léguer, qui a sa source un peu en amont de la commune, ainsi que son affluent de rive droite le Ruisseau du Roudour, servent de limite ouest à Gurunhuel, la séparant respectivement de Plougonver et Louargat ; le ruisseau du Dourdu sert de limite sud-est à la commune, la séparant de Bourbriac et son affluent de rive gauche le ruisseau du Dour Meur fait un temps la limite communale avec Moustéru (après leur confluence, ce cours d'eau prend le nom de « ruisseau du Bois de la Roche », lequel est un affluent de rive gauche du Trieux).

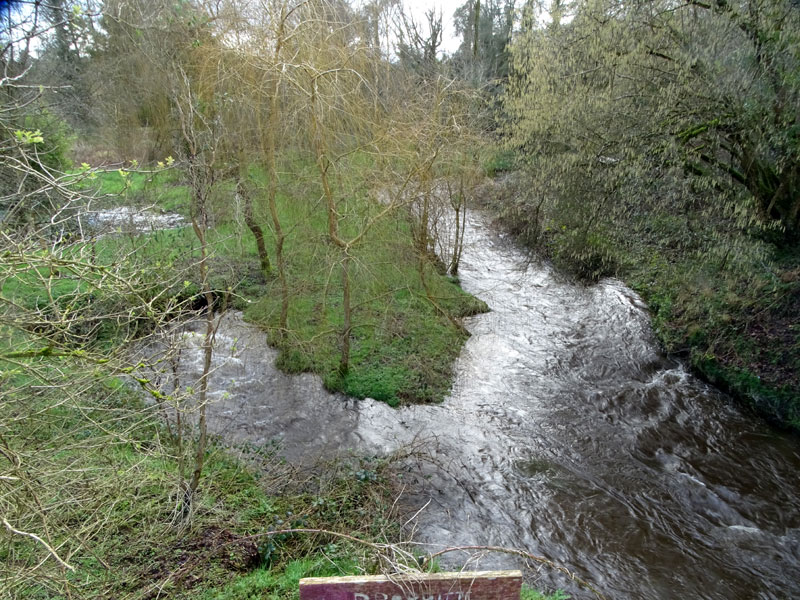
Le Léguer près de Trobodec.
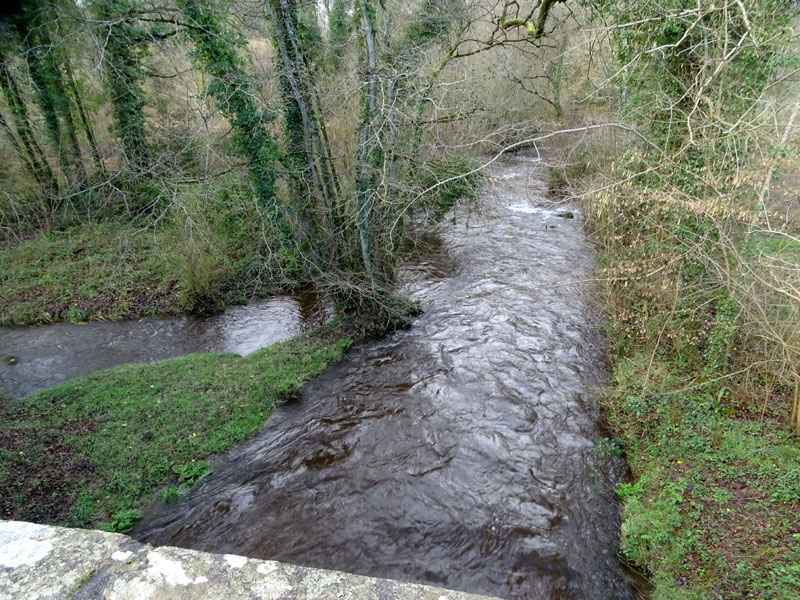
Le Léguer près de Trobodec.
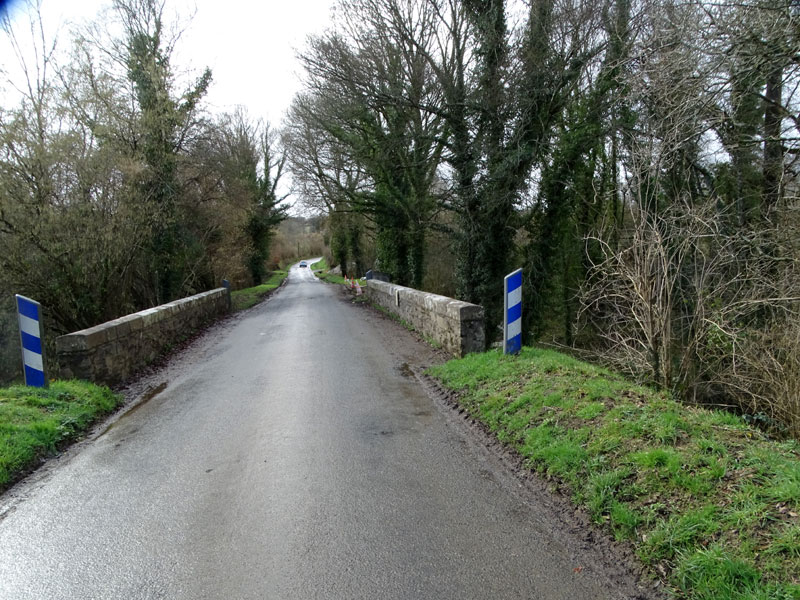
Le pont sur le Léguer (D 54, entre Gurunhuel et Plougonver).

### Géologie
Le gisement ferrifère de Belle-Isle-en-Terre s'étend du nord de Lohuec à l'ouest jusqu'à Gurunhuel à l'est en passant par Loc-Envel.

### Hydrographie
Pour un article plus général, voir Réseau hydrographique des Côtes-d'Armor.
La commune est située dans le bassin Loire-Bretagne. Elle est drainée par le Léguer, le Bois de la Roche, le Dour Meur, le Roudour et le ruisseau du Dourdu,,.
Le Léguer, d'une longueur de 58 km, prend sa source dans la commune de Bourbriac et se jette  dans la baie de Lannion en limite de Lannion et de Trédrez-Locquémeau, après avoir traversé 15 communes. 

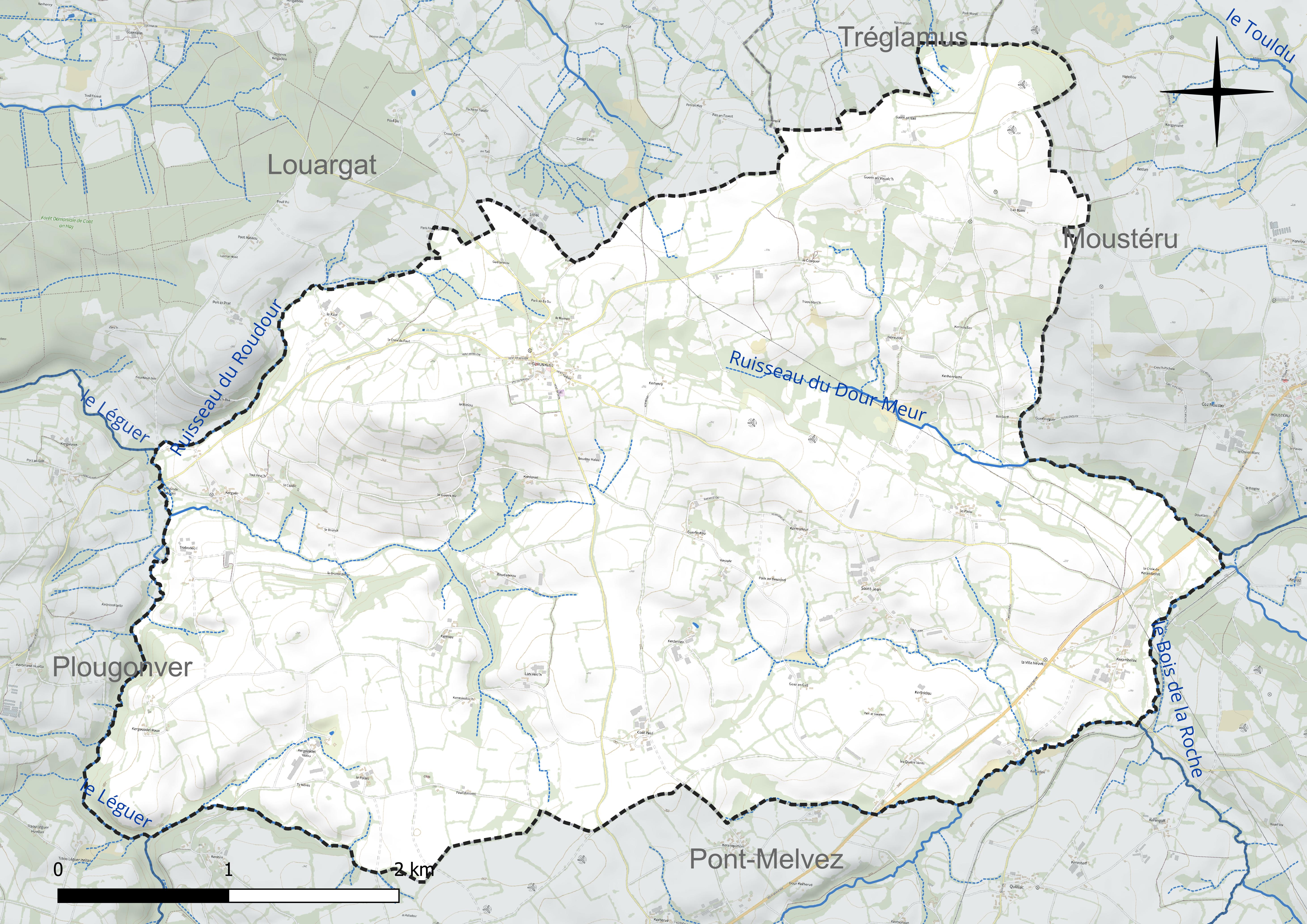
Réseau hydrographique de Gurunhuel.

Le Bois de la Roche, d'une longueur de 15 km, prend sa source dans la commune de Pont-Melvez et se jette  dans le Trieux à Ploumagoar, après avoir traversé sept communes. 

### Climat
Pour des articles plus généraux, voir Climat de la Bretagne et Climat des Côtes-d'Armor.
En 2010, le climat de la commune est de type climat océanique franc, selon une étude du Centre national de la recherche scientifique s'appuyant sur une série de données couvrant la période 1971-2000. En 2020, Météo-France publie une typologie des climats de la France métropolitaine dans laquelle la commune est exposée à un climat océanique et est dans la région climatique  Finistère nord, caractérisée par une pluviométrie élevée, des températures douces en hiver (6 °C), fraîches en été et des vents forts. Parallèlement l'observatoire de l'environnement en Bretagne publie en 2020 un zonage climatique de la région Bretagne, s'appuyant sur des données de Météo-France de 2009. La commune est, selon ce zonage, dans la zone « Intérieur », exposée à un climat médian, à dominante océanique.
Pour la période 1971-2000, la température annuelle moyenne est de 10,6 °C, avec  une amplitude thermique annuelle de 11,8 °C. Le cumul annuel moyen de précipitations est de 1 217 mm, avec 16,1 jours de précipitations en janvier et 9,1 jours en juillet. Pour la période 1991-2020, la température moyenne annuelle observée sur la station météorologique la plus proche, située sur la commune de Duault à 20 km à vol d'oiseau, est de 11,6 °C et le cumul annuel moyen de précipitations est de 757,4 mm,. Pour l'avenir, les paramètres climatiques de la commune estimés pour 2050 selon différents scénarios d'émission de gaz à effet de serre sont consultables sur un site dédié publié par Météo-France en novembre 2022.

## Urbanisme

### Typologie
Au 1er janvier 2024, Gurunhuel est catégorisée commune rurale à habitat très dispersé, selon la nouvelle grille communale de densité à 7 niveaux définie par l'Insee en 2022.
Elle est située hors unité urbaine. Par ailleurs la commune fait partie de l'aire d'attraction de Guingamp, dont elle est une commune de la couronne,. Cette aire, qui regroupe 15 communes, est catégorisée dans les aires de moins de 50 000 habitants,.

### Occupation des sols
L'occupation des sols de la commune, telle qu'elle ressort de la base de données européenne d’occupation biophysique des sols Corine Land Cover (CLC), est marquée par l'importance des territoires agricoles (96,7 % en 2018), une proportion sensiblement équivalente à celle de 1990 (96,2 %). La répartition détaillée en 2018 est la suivante : 
zones agricoles hétérogènes (44,2 %), terres arables (42,7 %), prairies (9,8 %), forêts (3,3 %). L'évolution de l’occupation des sols de la commune et de ses infrastructures peut être observée sur les différentes représentations cartographiques du territoire : la carte de Cassini (XVIIIe siècle), la carte d'état-major (1820-1866) et les cartes ou photos aériennes de l'IGN pour la période actuelle (1950 à aujourd'hui).

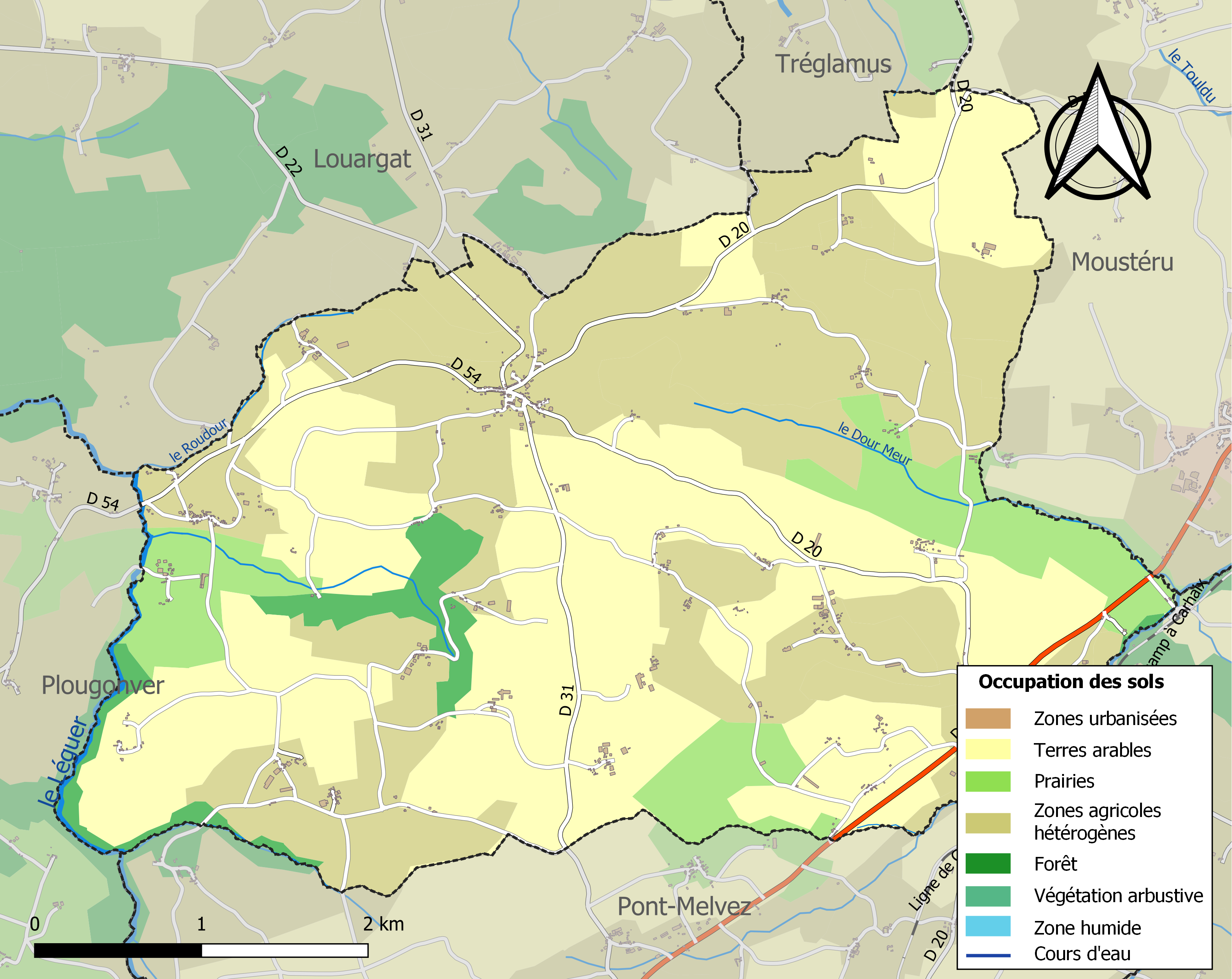
Carte des infrastructures et de l'occupation des sols de la commune en 2018 (CLC).

## Toponymie

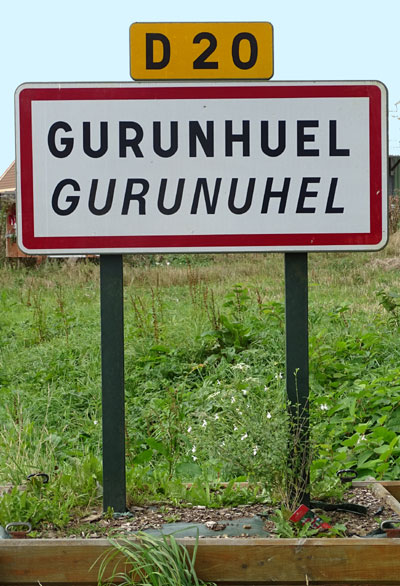
Panneau bilingue français et breton d'entrée d'agglomération de Gurunhuel.

Le nom de la localité est attesté sous les formes Guerenhuhel vers 1330, Gurunihel, Gurnuhe en 1380, Grunuhel en 1444, Gurunhuel en 1461 et en 1465, Gurunhuhel en 1486.
Gurunhuel vient de l’ancien breton cun run (« sommet de colline ») et uhel (« haut »).

## Histoire

### Antiquité
Un camp gallo-romain a été identifié à Lan-Buhen et une voie romaine traversait le territoire de Gurunhuel.

### Moyen-Âge
Gurunhuel est issue de la paroisse de l'Armorique primitive de Bourbriac.
En 1380, Gurnuhe est cité dans l'un des comptes des bénéfices du diocèse de Tréguier ; en 1486 Gurunhuel est citée pour la première fois comme paroisse.

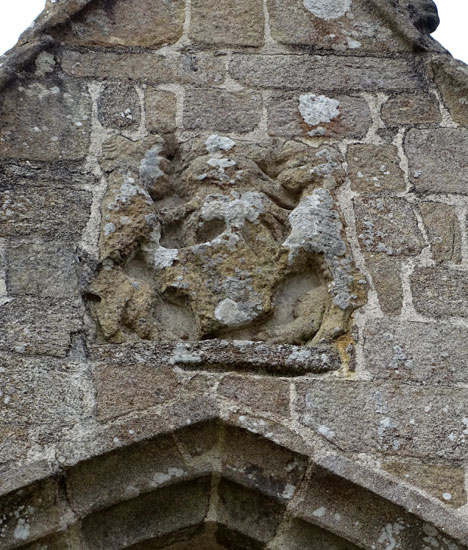
Écusson de la famille Trobodec sur un mur de l'église paroissiale Notre-Dame.

Selon Jean-Baptiste Ogée, en 1453 la maison noble de Kerdaniel appartenait à Yves de Kerdaniel et une autre maison noble était Trebodec [Trobodec].

### Temps modernes
François-Marie Henry décrit Gurunhuel au début du XVIIIe siècle : « Gurunhuel présentait des aspects beaucoup moins attrayants (...). Au témoignage des anciens registres paroissiaux, le vaste plateau de Gurunhuel n'était, sur une partie de son versant nord, qu'une prolongation de la forêt de Coat-an-Noz. Là habitait, dans de pauvres cabanes, une population nombreuse de bûcherons et de sabotiers, dont le prêtre n'approchait que par des chemins difficiles et escarpés. Une autre partie du territoire consistait en landes. De sorte que la moitié à peine de l'étendue de la paroisse était laissée à la culture. De plus, la terre labourable, légère et de médiocre qualité, ne produisait que très peu de froment et donnait surtout du seigle, de l'avoine et du sarrasin ».
Le même auteur écrit aussi que le plus important château, celui de Trobodec, n'est alors plus habité ; « ruiné sous Louis XIII, il avait été transformé en un convenant qui portzait le nom de Trobodec Vras, tandis qu'un autre convenant voisin, ayant appartenu au même domaine s'appelait Trobodec Vian. Mais d'autres familles, très vraisemblablement apparentées aux Trobodec, restaient toujours à Gurunhuel. Au manoir de Kerdaniel demeurait messire Louis Mauroille de Kerdaniel, dont l'enfeu se voit encore [en 1924] dans l'église paroissiale ». L'auteur cite encore d'autres manoirs : Kerbol, Kerambellec, Lanverc'h.

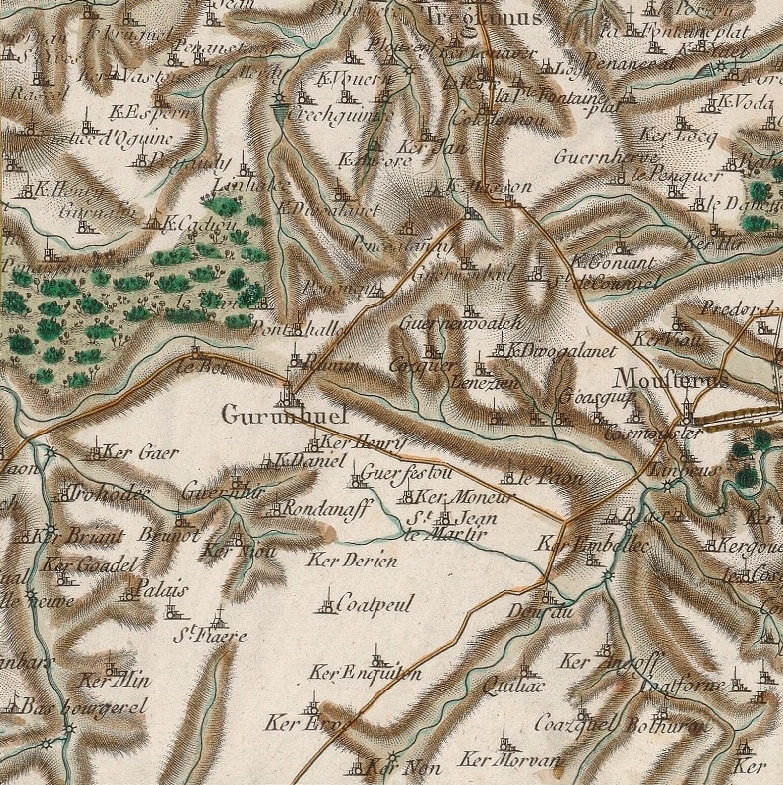
Carte de Cassini de la paroisse de Gurunhuel et de ses environs (1790).

Dom Maudez-René Le Cozannet (1666-1720), prêtre mort en odeur de sainteté et à qui de nombreuses guérisons ont été attribuées, fut curé de Gurunhuel entre 1709 et 1711.
Une enquête datant de la seconde moitié du XVIIIe siècle dit qu'à Gurunhuel, sur 55 propriétés paysannes, 3 ont une superficie dépassant 20 journaux, 8 ont entre 10 et 20 journaux, 17 entre 3 et 10 journaux et 27 ont moins de 3 journaux.
Jean-Baptiste Ogée décrit ainsi Gurunhuel en 1778 :

« Gurunhuel : sur une petite élévation environné de plusieurs coteaux ; à 6 lieues au Sud de Tréguier, son évêché ; à 17 lieues de Rennes, et à 2 lieues de Guingamp, sa subdélégation. Cette paroisse ressortit au siège royal de Lannion et compte 700 communiants. MM. de Goësbriand, de Lanascol, de Kerias, de Kerdaniel et de Coatrieux en sont les seigneurs. La cure est à l'alternative. Le territoire est rempli de petites montagnes. C'est un pays couvert d'arbres, dont les terres fortes sont excellentes pour le froment, l'avoine, le bled noir et le lin ; on y voit quelques prairies et beaucoup de landes où le bétail trouve une pâture abondante. »

### Révolution française
Le général et quelques autres personnes (en tout 23 hommes) de la paroisse se réunirent le 2 avril 1789 sous la présidence de François Cotty, notaire, agriculteur et syndic ; ils élurent comme députés chargés de les représenter à l'assemblée du tiers-état de la sénéchaussée François Cotty et Yves Le Houërou ; ils se plaignent notamment des corvées 
et des charges imposés par les seigneurs dans le cadre des domaines congéables sans rédiger la totalité d'un cahier de doléances.
Le mouvement contre les domaines congéables partit de « cette région forestière, encore aujourd'hui si difficile à atteindre, de Gurunhuel, Loc-Envel, Loguivy-Plougras, courbée plus que toute autre sous le joug des propriétaires nobles, dont l'absentéisme presque permanent  permettait à l'intendant de gérer les biens à peu près à leur guise » écrit L. Dubreuil en 1909.
Maurice Le Collen était recteur de Gurunhuel au début de la Révolution française : il prêta, avec restriction, le serment de fidélité à la Constitution civile du clergé, mais se rétracta ensuite ; il fut remplacé un temps par un de ses vicaires, David (lequel choisit d'abandonner la prêtrise et devint même acquéruer de biens nationaux), puis par Guillaume Jeffroy, qui fut prêtre constitutionnel de Gurunhuel.

### XIXesiècle
Yves Robin, pourtant ancien chouan qui faisait partie probablement des assassins de Charles-Julien Le Bivic, recteur constitutionnel de Pont-Melvez, est nommé en 1803 desservant de la succursale de Gurunhuel par l'évêque de Saint-Brieuc en dépit de l'opposition du préfet. Il est qualifié de bon prêtre aîmé de ses paroissiens par une publication de l'évêché de Saint-Brieuc.
A. Marteville et P. Varin, continuateurs de Jean-Baptiste Ogée, décrivent ainsi Gurunhuel en 1843 :

« Gurunhuel : commune formée de l'ancienne paroisse de ce nom ; aujourd'hui succursale. (...) Principaux villages : le Faut, Kergaëc, Trobodec, le Brunhot, le Guernhir, Kerdaniel, Rumin, le Cosquer, Kerhenry, Guerfestou, Kermoneur, Traoumarc'h, Guer-au-Bail, Nénéziou, Kerhenriette, le Péau, Kerambellec, Le Dourdu, Kerbridou, Saint-Jean, Kerdérien, Coat-Peul, Kermondoc'h, Ar-Palès, Kergouadelyezou, Kergouadelroux, Les Quatre-Vents. Superficie totale : 1 958 hectares 18 ares, dont (..) terres labourables 935 ha, prés et pâturages 238 ha, bois 37 ha, vergers et jardins 10 ha, lanes et incultes 640 ha, aires [aires à battre ?] 3 ha (..). Moulins et usines : 4 (Trobodec, Hébry, Coar-an-Maréquès, Dourdu ; à eau). (..) La route de Guingamp à Carhaix passe dans l'angle sud-est de Gurunhuel, se dirigeant du sud-ouest au nord-est. Géologie : roches amphiboliques. On parle le breton. »

En 1853 le chemin de grande communication n° 53 entre Belle-Isle-en-Terre et Gurunhuel n'existe pas en réalité car sa construction a été retardée par le propriétaire des forêts [de Coat-an-Noz et Coat-an-Hay] et les difficultés d'exécution en raison du parcours accidenté de son tracé. En 1861 le chemin de grande communication n° 67, entre Gurunhuel et Guingamp, récemment classé, est enfin empierré ; mais ce n'est pas encore le cas en 1873 pour le chemin allant de Gurunhuel à Plougonver où la circulation reste difficile, notamment au niveau du franchissement du Léguer et même quasi-impossible jusqu'en 1877 au moins.
Joachim Gaultier du Mottay écrit en 1862 que Gurunhuel possède une école de garçons ayant 67 élèves et que le territoire de cette commune occupe « quelques-uns des points les plus élevés du département », que « ses terres sont légères et médiocres, mais tendent à saméliorer par l'emploi d'amendements calcaires » et qu' « on voit encore les vestiges des châteaux de Trobodec et Kerdaniel ».
Le journal Le Petit Parisien raconte en janvier 1884 la triste histoire de Jean Marie Derrien, un petit mousse âgé de 14 ans originaire de Gurunhuel, parti afin d'aider sa famille miséreuse, sur un navire de Saint-Malo sur les bancs de Terre-Neuve, maltraité, qui tomba à la mer, victime d'un coup de pied de son capitaine ivrogne et brutal.

### XXesiècle

#### La Belle Époque

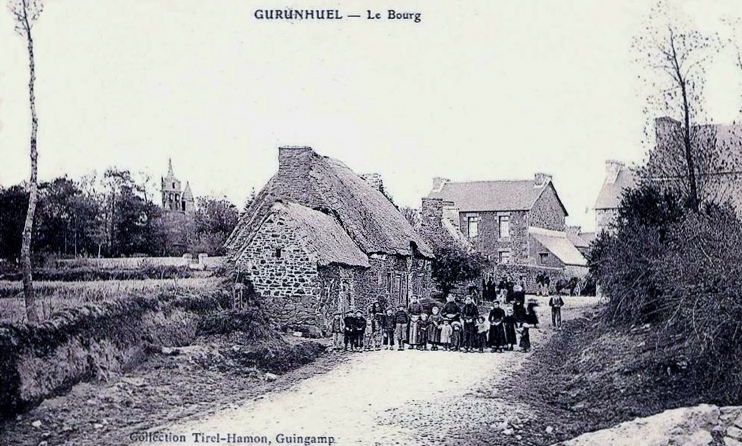
Gurunhuel au début du XXe siècle (carte postale).

Le 7 novembre 1878 le conseil municipal de Gurunhuel vote le principe de la construction d'une école des filles, reconnue comme indispensable, mais le projet n'aboutit pas face à l'opposition des contribuables les plus imposés. Une maison d'école des filles est construite en 1906.
Un décret du Président de la République en date du 6 novembre 1909 attribue à la commune de Gurunhuel, à défaut de bureau de bienfaisance, « les biens ayant appartnu à la fabrique de l'église de Gurunhuel et actuellement placés sous séquestre ». Un bureau de bienfaisance fut créé par un décret du 13 janvier 1912.
Le 12 mars 1910 le Léguer connût une forte crue : « à Gurunhuel, où passe le Guer [Léguer], les meuniers qui se trouvent sur le bord de la rivière ont été obligés de quitter leur maison et de se sauver chez des voisins dans la nuit de samedi à dimanche. Les ponts, les passerelles, sont démolis ; là aussi c'est la désolation »

#### Première Guerre mondiale

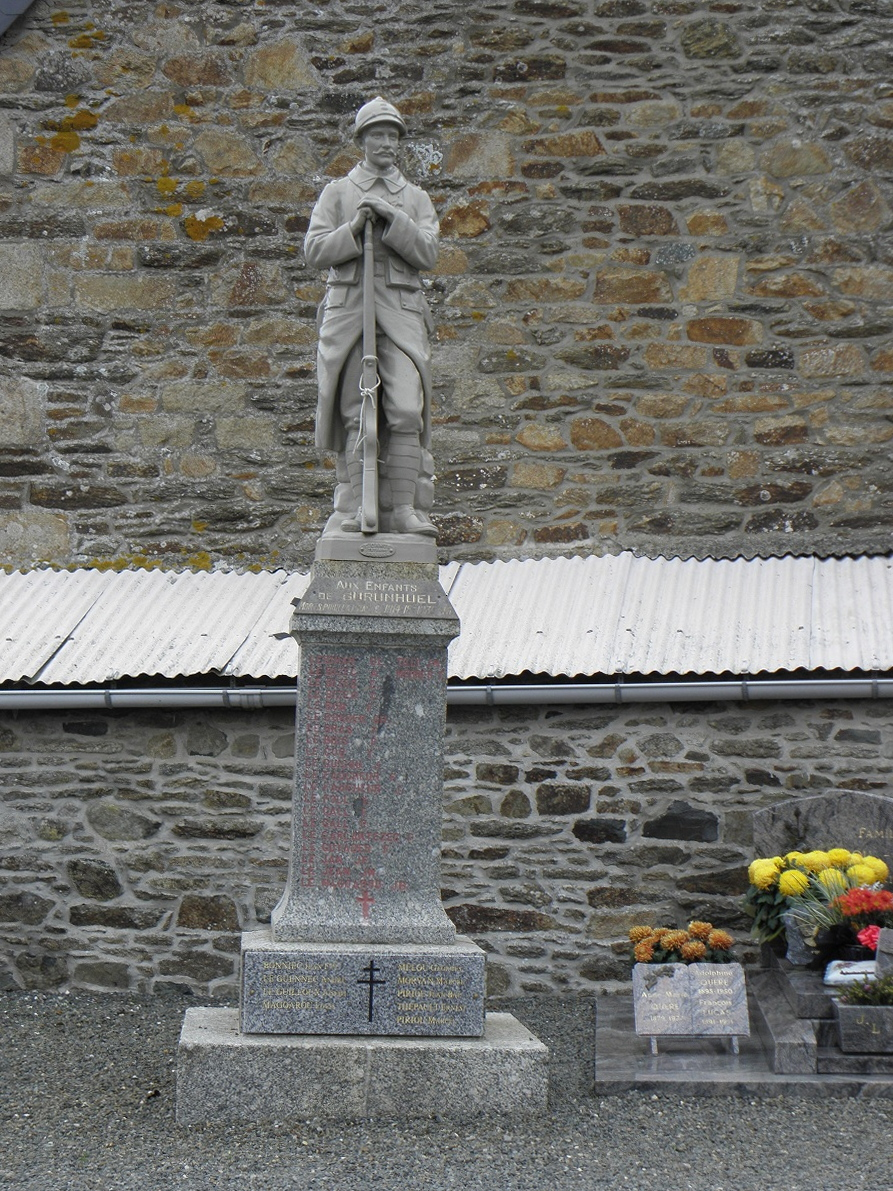
Le monument aux morts de Gurunhuel.

Le monument aux morts porte les noms de 63 soldats morts pour la Patrie pendant la Première Guerre mondiale ; parmi eux 12 sont morts en Belgique ; 2 sont morts dans l'actuelle Macédoine du Nord (François Le Faucheur en 1917 et Yves Jouan en 1918) ; la plupart des autres sont morts sur le sol français.

#### Entre-deux-guerres
Le monument aux morts de Gurunhuel, dû au sculpteur Étienne Camus, est un pilier commémoratif monté sur un piédestal, tous les deux en granite et orné d'une Croix de Lorraine et surmonté d'une statue en fonte représentant un poilu.
Dans la décennie 1930 un club de football, dénommé "Gurunhuel Sports", existait dans la commune.
En 1936 Raoul, conseiller général, déplore que le chemin de grande communication qui va de Belle-Isle-en-Terre à Bourbriac en passant par Gurunhuel soit dans un état déplorable et émet le vœu qu'il soit remis en état.

#### Seconde Guerre mondiale
Le monument aux morts porte les noms de neuf personnes mortes  pour la France durant la Seconde Guerre mondiale ; parmi eux Jean Piriou et Ernest Thépault sont des soldats morts au printemps 1940 lors de la Campagne de France ; Jean Magourou est mort en 1943 alors qu'il était prisonnier de guerre en Allemagne, ainsi que Marcel Morvan, mort le 12 avril 1945 ; Georges Moëlou, résistant, est tué le 18 juillet 1944 à Brest par un soldat allemand ; Marcel Piriou est une victime civile de la guerre, disparu en août 1944 à Paris.

### LeXXIesiècle

#### Les éoliennes
Un parc de 8 éoliennes existe à cheval sur les communes de Tréglamus (pour 6 d'entre elles) et de Gurunhuel (deux, dans l'angle nord-est de la commune). Deux éoliennes ont été installées près de Saint-Jean en 2020 et mises en service en 2021 par la société ABO Wind.

## Politique et administration
| Période                                  | Période                      | Identité                                    | Étiquette | Qualité                                                                                       |
| ---------------------------------------- | ---------------------------- | ------------------------------------------- | --------- | --------------------------------------------------------------------------------------------- |
| 1793                                     | 1799                         | Jean Cotty                                  |           | Meunier et agriculteur.                                                                       |
| 1799                                     | 1800                         | Jean Le Floch                               |           |                                                                                               |
| 1800                                     | 1803                         | Jean René Le Lagadec                        |           | Meunier.                                                                                      |
| avant 1805                               | 1808                         | Yves Le Camus                               |           | Conservateur des forêts.                                                                      |
| 1808                                     | après 1809                   | Yves Marie Kermarquer                       |           | Cultivateur et marchand.                                                                      |
| 1814                                     | 1817                         | Yves Le Brun                                |           | Cultivateur.                                                                                  |
| 1817                                     | 1829                         | Jacques Le Quémener                         |           | Cultivateur.                                                                                  |
| 1829                                     | 1830                         | François Raoult                             |           | Cultivateur.                                                                                  |
| 1830                                     | après 1834                   | Pierre Marie Le Camus                       |           | Cultivateur. Propriétaire.                                                                    |
| avant 1842                               | après 1842                   | François Raoult                             |           | Déjà maire en 1929-1930.                                                                      |
|                                          | 1848                         | Jean Marie Le Guyonnic                      |           | Cultivateur                                                                                   |
| 1848                                     | 1852                         | Yves-Marie Le Lagadec                       |           | Cultivateur                                                                                   |
| 1852                                     | 1882                         | Yves Lolliérou                              |           |                                                                                               |
| 1882                                     | 1892                         | Charles Marie Le Guyonnic                   |           | Fils de Jean Marie Le Guyonnic, maire jusqu'en 1848.                                          |
| 1892                                     | 1901                         | Jean François Métayer                       |           | Cultivateur                                                                                   |
| 1901                                     | 1906                         | Jean François Stéphan                       |           | Révoqué de ses fonctions en 1906                                                              |
| 1906                                     | 1908                         | Guillaume Stéphan                           |           | Rentier                                                                                       |
| 1909                                     | août 1930 (décès)            | Jean Merrien                                |           | Conseiller général                                                                            |
| 1930                                     | mai 1935                     | Guillaume Le Sech                           |           | Cultivateur                                                                                   |
| mai 1935                                 | ?                            | Joseph Quillec                              |           |                                                                                               |
| Les données manquantes sont à compléter. |                              |                                             |           |                                                                                               |
| ?                                        | décembre 1949 (démission)    | Jean Bescond                                |           |                                                                                               |
| décembre 1949                            | après 1960                   | Francis Georgelin                           |           | Commerçant                                                                                    |
| Les données manquantes sont à compléter. |                              |                                             |           |                                                                                               |
| mars 1971                                | mars 1989                    | Albert Stéphan                              |           | Agriculteur, maire honoraire Conseiller municipal (1959 → 1971)                               |
| mars 1989                                | mars 2001                    | Yves Le Ny                                  | PS        |                                                                                               |
| mars 2001                                | mars 2008                    | Denis Lachiver                              | PCF       | Artisan 5e vice-président de la CC du Pays de Belle-Isle-en-Terre                             |
| mars 2008                                | En cours (au 3 juillet 2020) | Paul Rolland Réélu pour le mandat 2020-2026 | DVD       | Cadre retraité de l'agroalimentaire 2e vice-président de la CC du Pays de Belle-Isle-en-Terre |

## Démographie
L'évolution du nombre d'habitants est connue à travers les recensements de la population effectués dans la commune depuis 1793. Pour les communes de moins de 10 000 habitants, une enquête de recensement portant sur toute la population est réalisée tous les cinq ans, les populations de référence des années intermédiaires étant quant à elles estimées par interpolation ou extrapolation. Pour la commune, le premier recensement exhaustif entrant dans le cadre du nouveau dispositif a été réalisé en 2008.

En 2022, la commune comptait 406 habitants, en évolution de −6,24 % par rapport à 2016 (Côtes-d'Armor : +1,78 %, France hors Mayotte : +2,11 %).
| 1793  | 1800 | 1806 | 1821 | 1831  | 1836  | 1841  | 1846  | 1851  |
| ----- | ---- | ---- | ---- | ----- | ----- | ----- | ----- | ----- |
| 1 000 | 886  | 934  | 913  | 1 185 | 1 358 | 1 373 | 1 450 | 1 480 |

| 1856  | 1861  | 1866  | 1872  | 1876  | 1881  | 1886  | 1891  | 1896  |
| ----- | ----- | ----- | ----- | ----- | ----- | ----- | ----- | ----- |
| 1 320 | 1 424 | 1 484 | 1 458 | 1 481 | 1 392 | 1 508 | 1 356 | 1 228 |

| 1901  | 1906  | 1911  | 1921  | 1926  | 1931  | 1936 | 1946 | 1954 |
| ----- | ----- | ----- | ----- | ----- | ----- | ---- | ---- | ---- |
| 1 238 | 1 261 | 1 296 | 1 144 | 1 164 | 1 079 | 974  | 861  | 770  |

| 1962 | 1968 | 1975 | 1982 | 1990 | 1999 | 2006 | 2008 | 2013 |
| ---- | ---- | ---- | ---- | ---- | ---- | ---- | ---- | ---- |
| 683  | 591  | 508  | 440  | 404  | 383  | 395  | 399  | 433  |

| 2018 | 2022 | - | - | - | - | - | - | - |
| ---- | ---- | - | - | - | - | - | - | - |
| 408  | 406  | - | - | - | - | - | - | - |

## Lieux et monuments
- L'église Notre-Dame, inscrite au titre des  monuments historiques par arrêté du 20 janvier 1926[56]. L'écusson de la famille Trobodec est placé au-dessus de la fenêtre du maître-autel. En 1995 l'église de Gurunhuel, fermée depuis 3 ans, a bénéficié de deux tranches de tracvaux étalés sur 18 mois afin de la restaurer[57].

L'église Notre-Dame
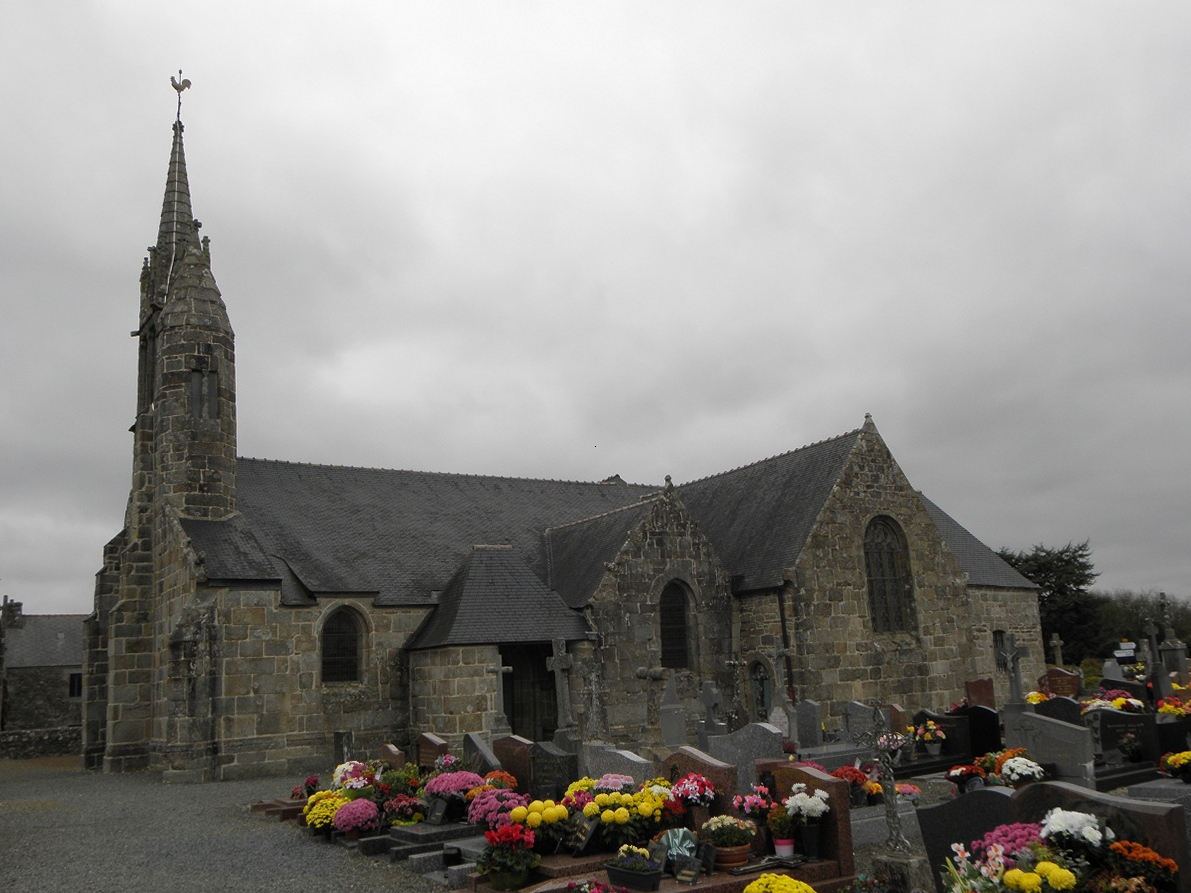
L'église Notre-Dame.
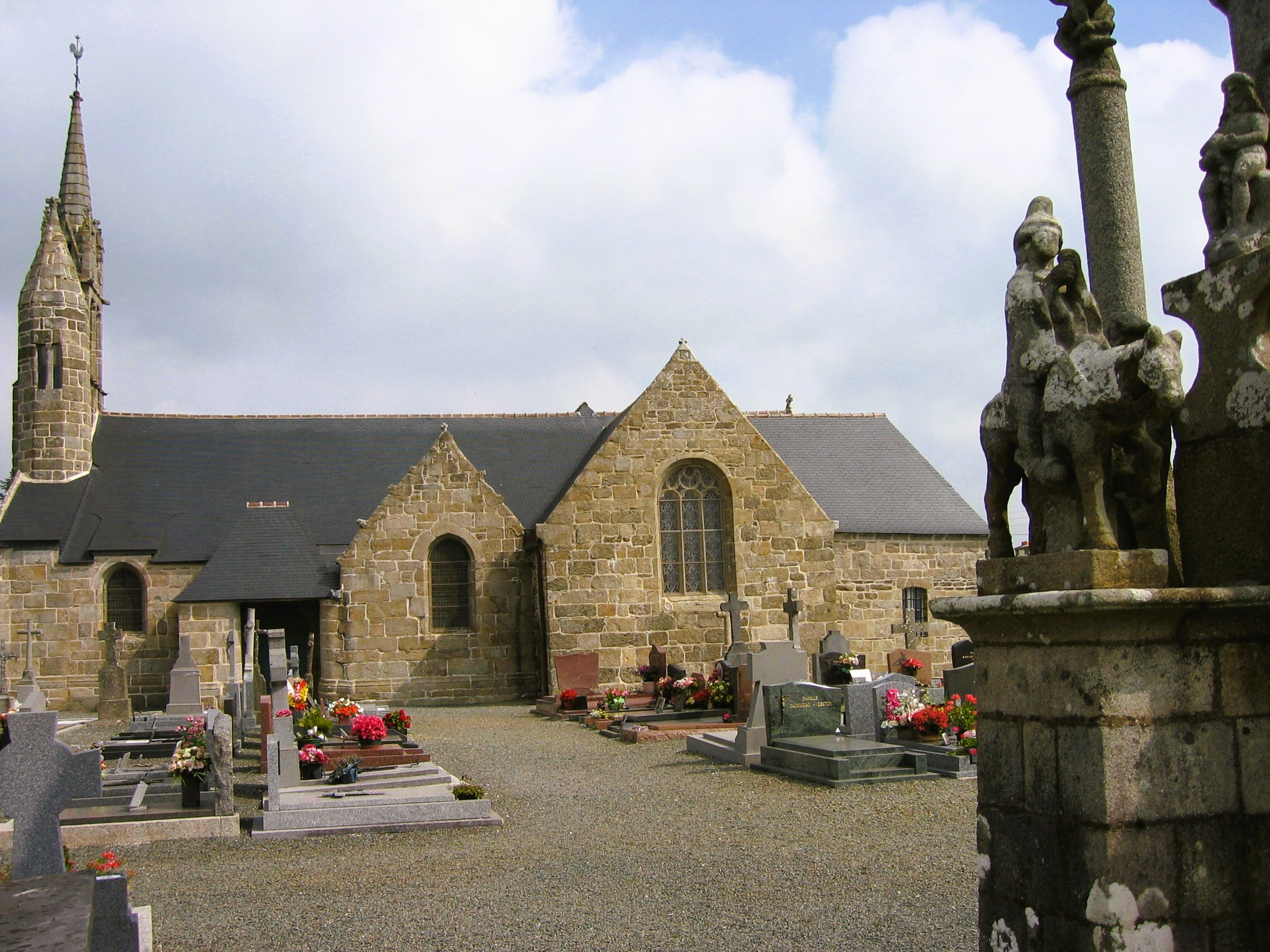
L'église Notre-Dame et son calvaire.
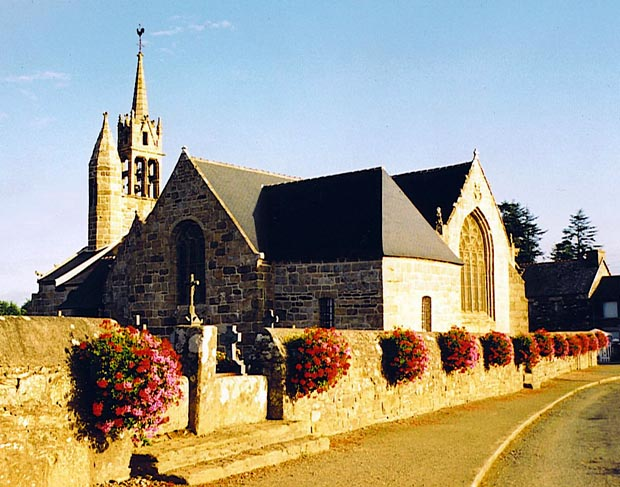
L'église Notre-Dame vue du sud-est.
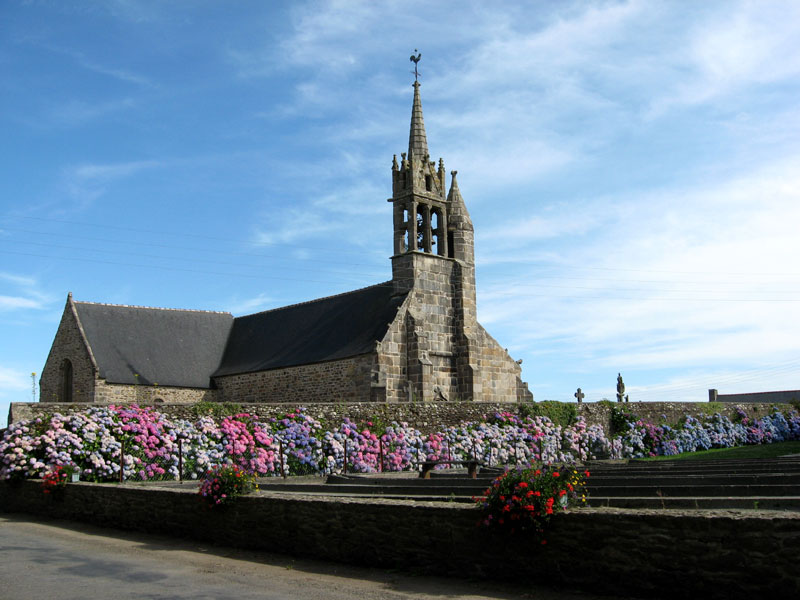
L'église de Gurunhuel derrière un mur couvert d'hortensias.
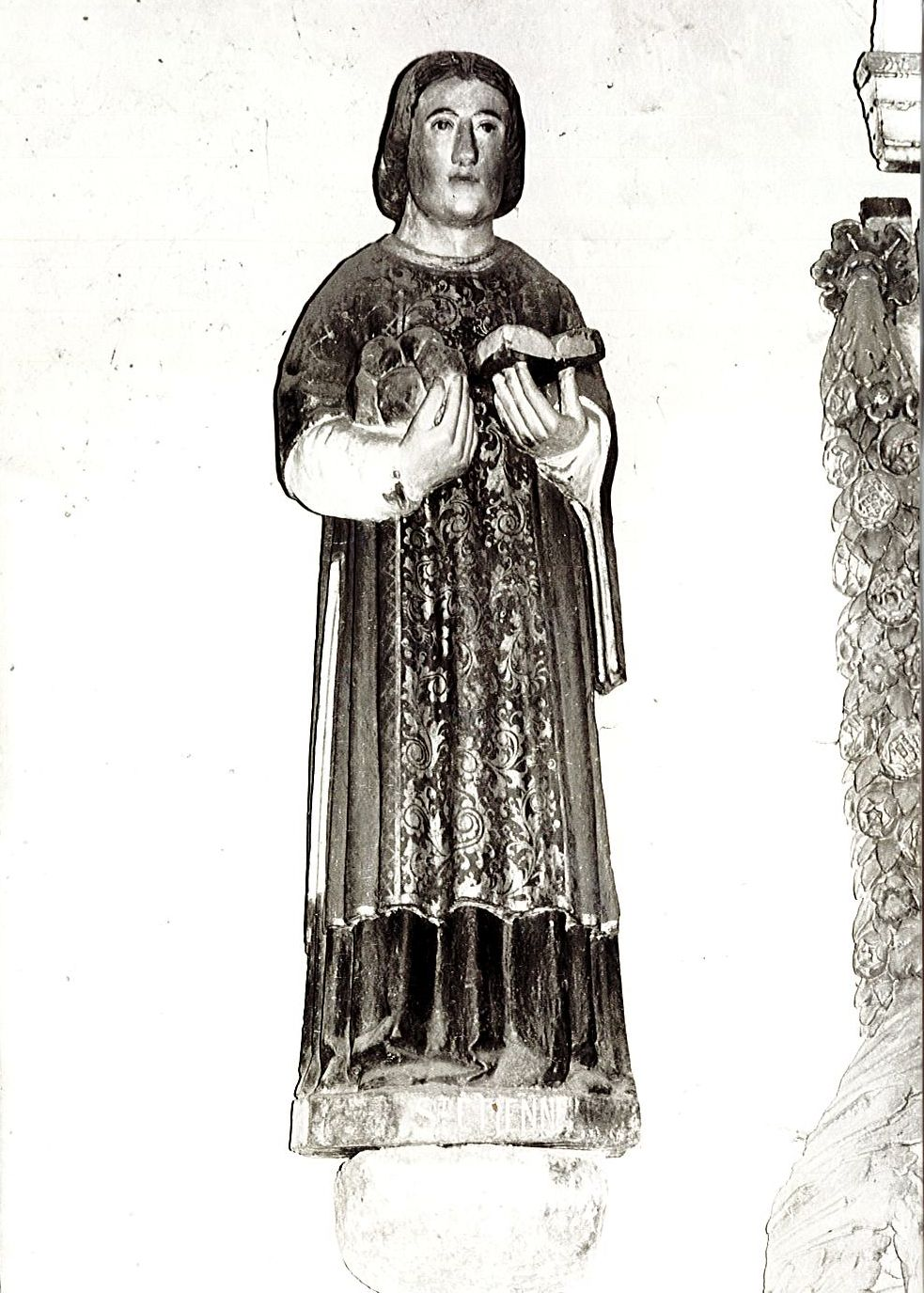
Église Notre-Dame : statue de saint Étienne (XVIIe siècle).

- Dans le cimetière, à droite de l'église du XVIe siècle, se dresse le calvaire de Gurunhuel qui est de la même époque. Sur le socle s'élèvent trois colonnes : celle du milieu porte le Christ en croix entre la Vierge et saint Jean, sur une face, une Vierge de Pitié, au revers : les deux autres, les larrons, dont l'âme figurée par un petit personnage est recueillie par un ange (bon larron) et un démon (mauvais larron). Ce calvaire est classé monument historique[56].

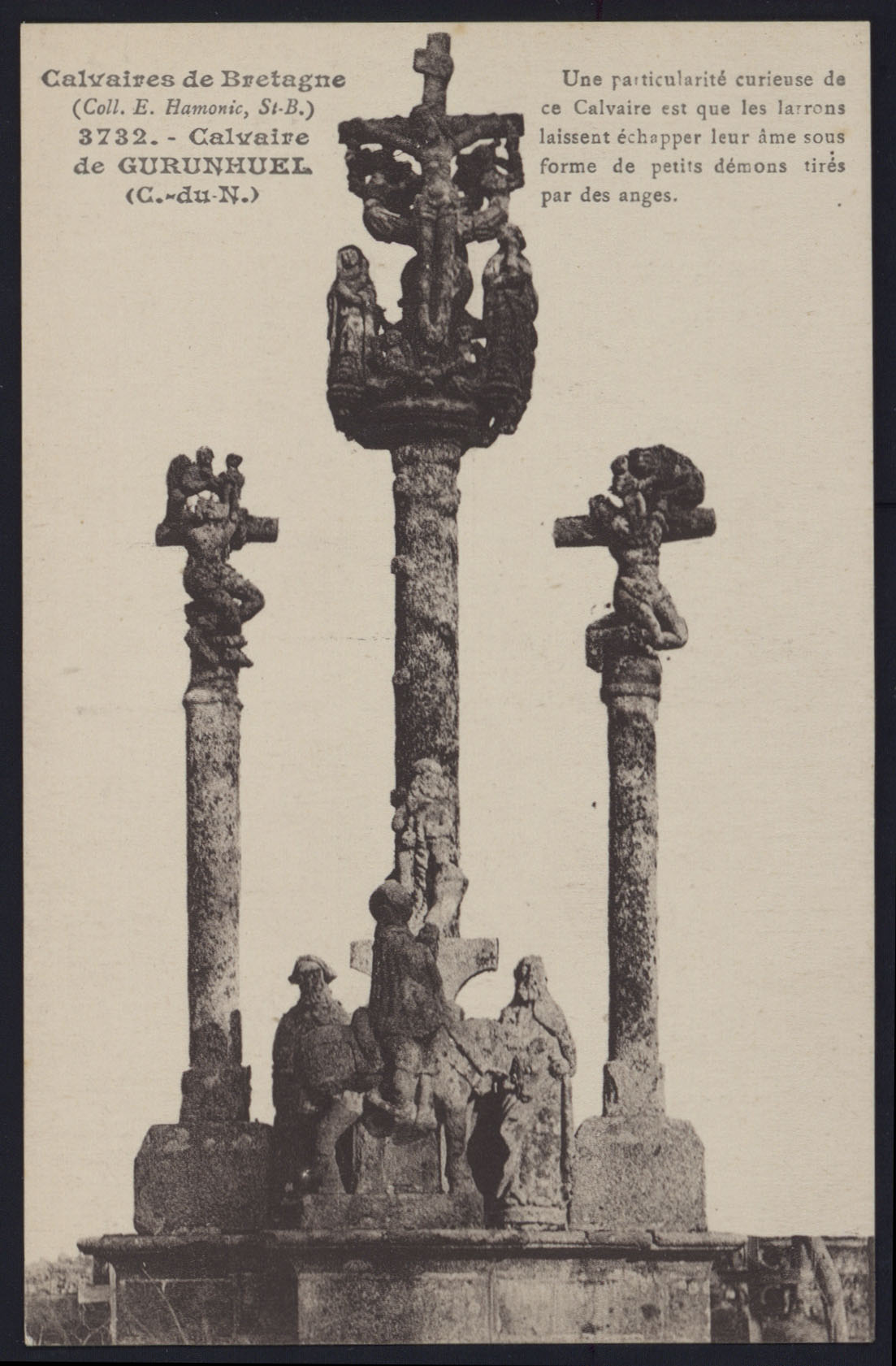
Le calvaire de Gurunhuel.
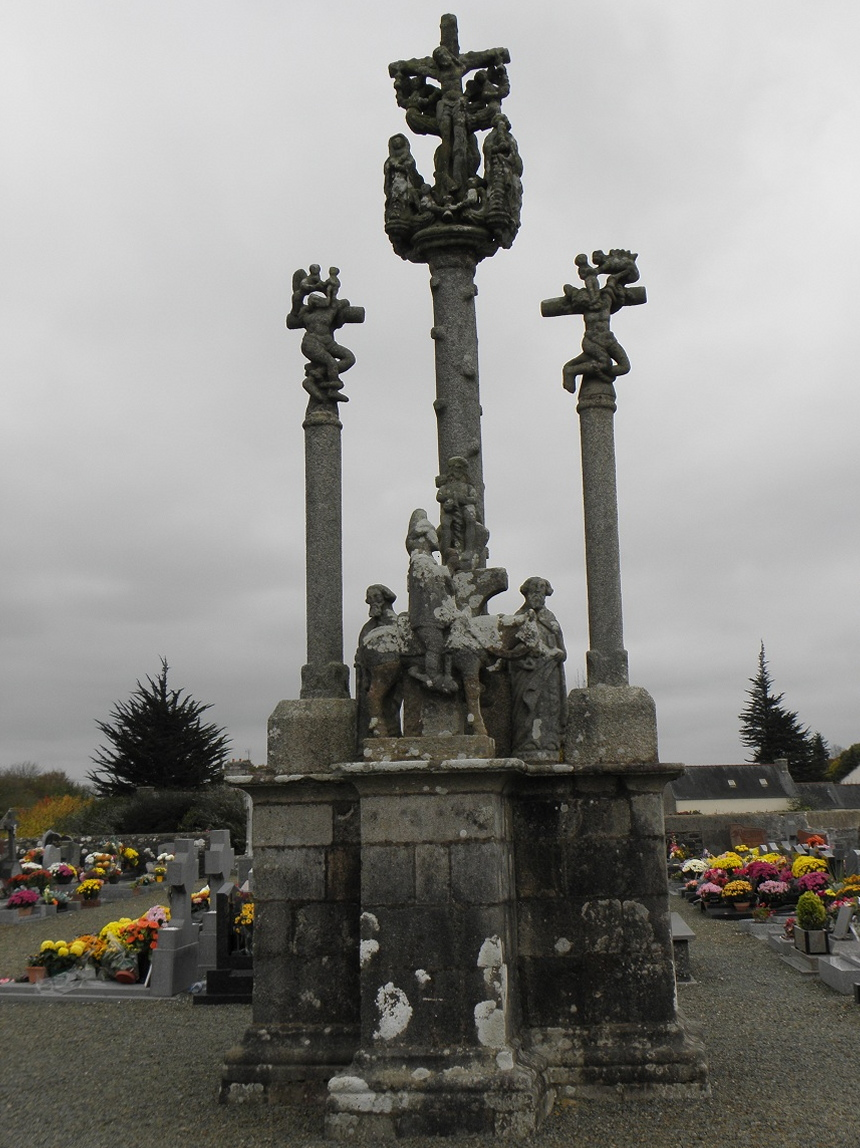
Le calvaire.
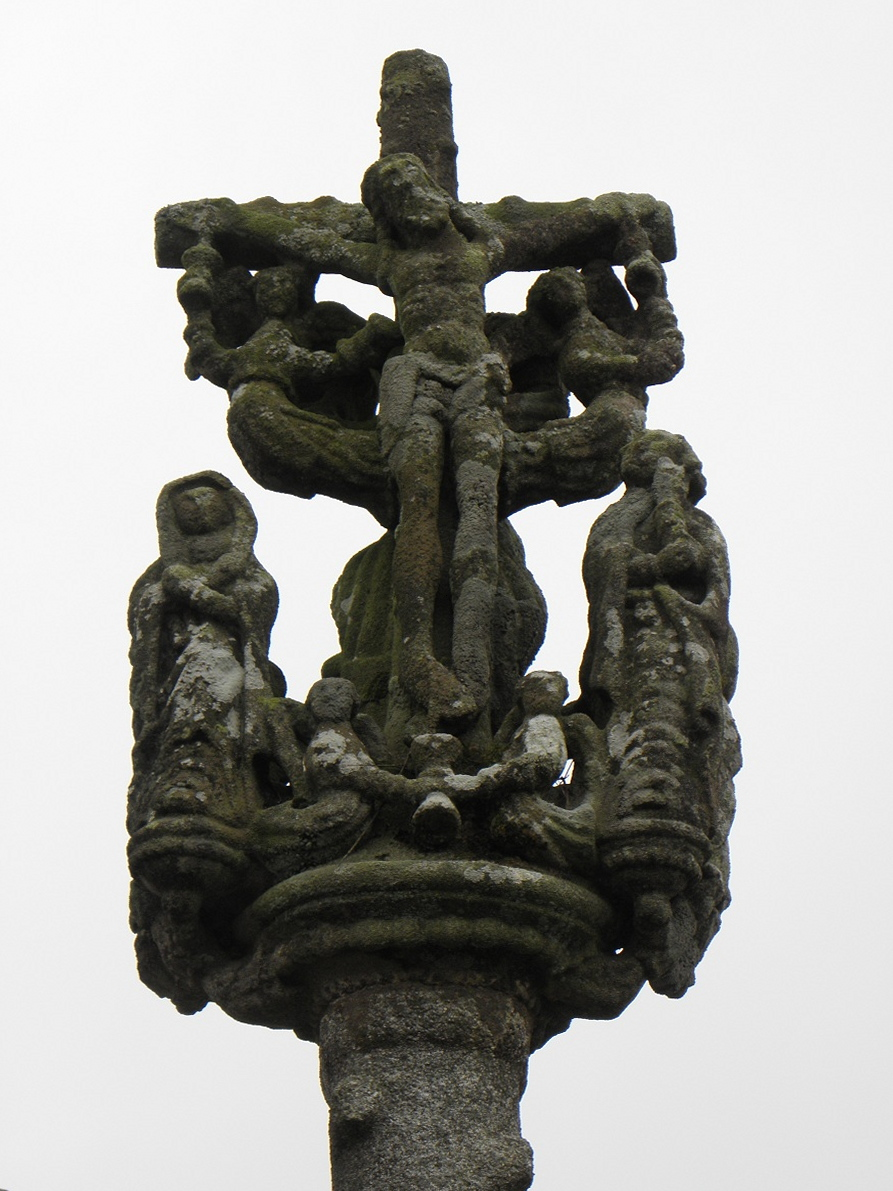
Partie sommitale du calvaire (Christ en Croix entre la Vierge et saint Jean l'Évangéliste.

- La chapelle Saint-Fiacre, inscrite au titre des monuments historiques par arrêté du 22 juin 1964[58]. De style gothique, elle date en partie du XIVe siècle, mais a été plusieurs fois remaniée les siècles suivants (la nef et le transept sont du XVe siècle, le chevet et les vitraux du XVIe siècle, le clocher-mur et la flèche du XVIIIe siècle). Elle a conservé une partie de ses sablières d'origine, ainsi que le maître-autel. La croix située à proximité date du XVIIe siècle ; sa partie sommitale porte sur une face le Christ et sur l'autre une Vierge à l'Enfant.

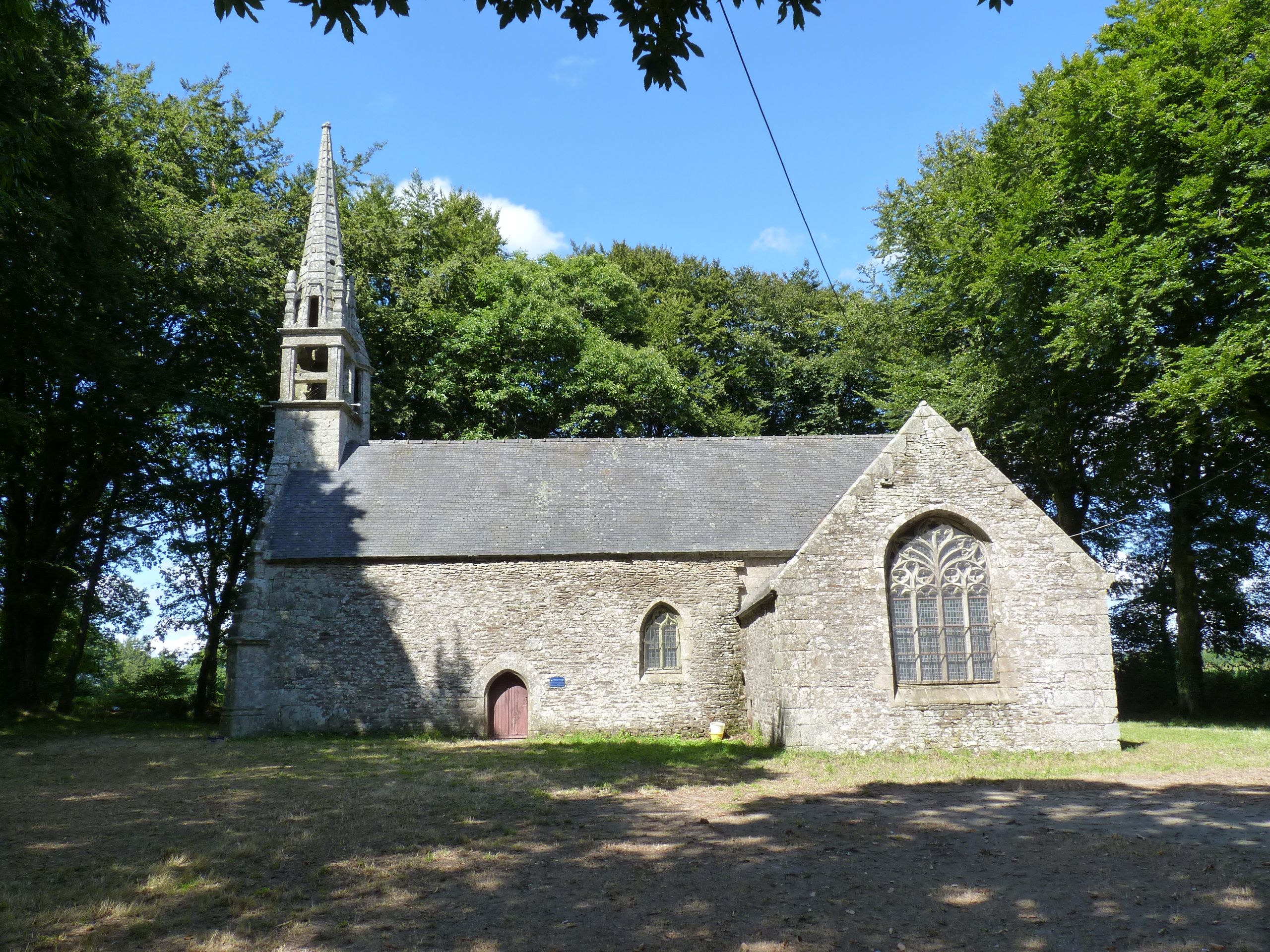
La chapelle Saint-Fiacre.
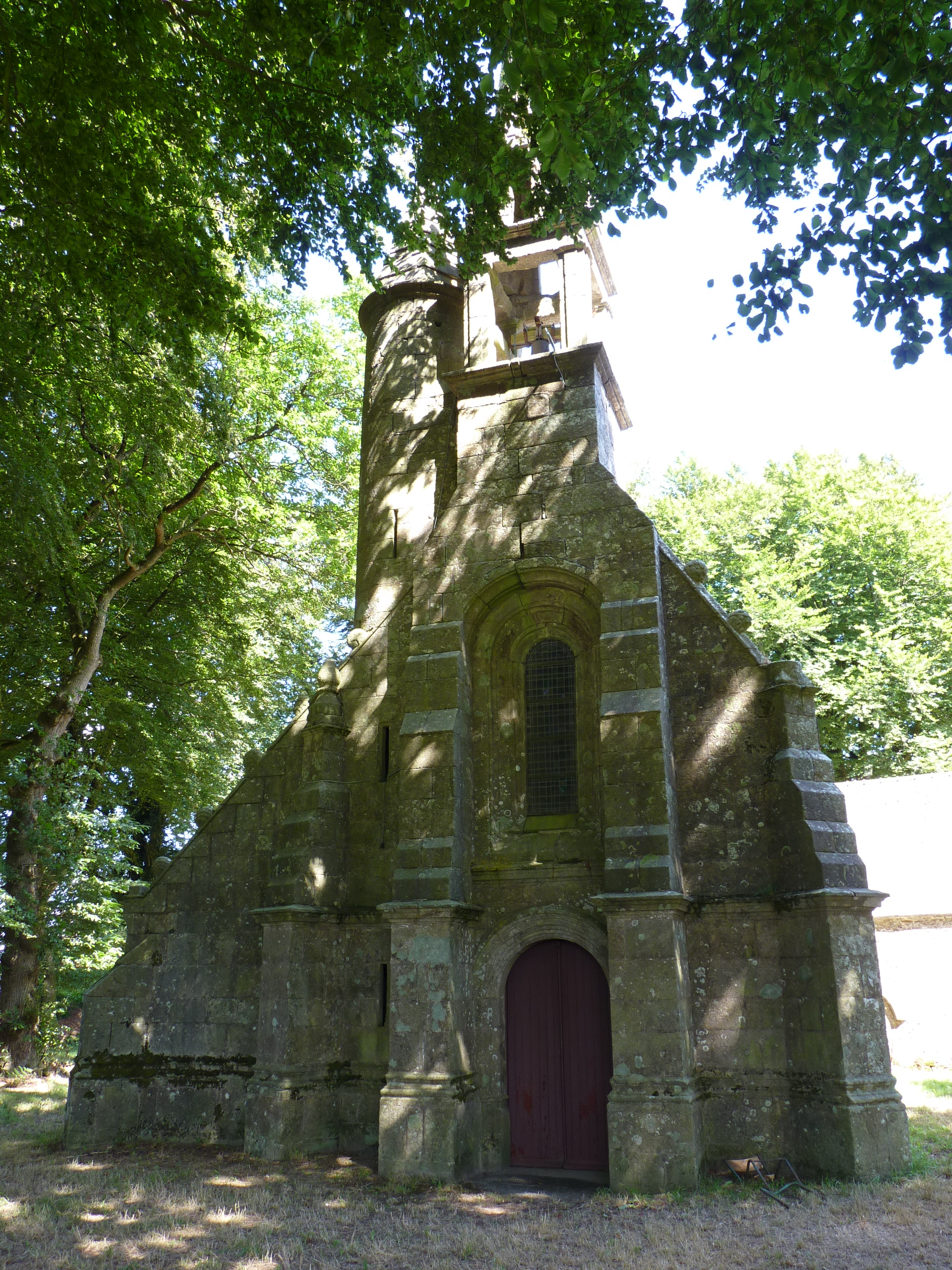
Façade de la chapelle Saint-Fiacre.

- Chapelle Saint-Jean-Baptiste-le-Martyr (en ruine), dans le hameau de Saint-Jean ; elle datait du XVIe siècle, mais une chapelle antérieure est attribuée aux Hospitaliers de Saint-Jean-de-Jérusalem).
- Une chapelle Saint-Nicodème existait encore en 1843 (disparue depuis).
- Moulins à eau de Coat an Maréguès, du Hebry et de Trobodec.

## Litttérature
- N. Querrien : Guillerm Abgrall[59].
- Anatole Le Braz : Vieilles histoires du pays breton. La Chouette[60].

## Légende
- Perrinaïg : selon un récit légendaire, une jeune fille prénommée Perranaïg ou Perine, originaire de Gurunhuel, fille d'un sabotier et née dans une hutte de la forêt de Coat-an-Hay, aurait été une compagne d'armes de Jeanne d'Arc ; arrêtée par des archers anglais à Corbeil, jugée comme sorcière et hérétique, elle aurait été condamnée à être brûlée vive et le fut le 3 septembre 1430 à Paris[61]. Dans la forêt de Coat-an-Noz « on remarquait jadis, près des cabanes de charbonniers, une image de femme encadrée dans une niche, comme une madone ; on s'étonnait que le piédestal fut une manière de bûcher », les bûcherons répondaient qu'il s'agissait de Perrinaïc[62].